# Кумбран Таун
«Кумбран Таун» (англ. Cwmbran Town Association Football Club) — валлийский футбольный клуб из одноимённого города.

## История
Клуб основан в 1951 году. Чемпион Уэльса — 1993. Серебряный призёр — 2001. Бронзовый призёр — 1999, 2000. Финалист Кубка Уэльса — 1997, 2000, 2003. Финалист Кубка уэльской лиги — 2002. Команда провела в еврокубках 12 матчей, из которых выиграла лишь один, в своём дебютном сезоне 1993-94 в Лиге чемпионов, у ирландского «Корк Сити» (3-2). Во всех остальных матчах клуб терпел поражения, крупнейшее из которых в матче против румынского «Национала» (0-7). В 2009 году Кумбран Таун занял последнее, 18-е, место в Первой лиге и вылетел во Вторую лигу. Домашние матчи клуб проводит на стадионе «Кумбран», вмещающем 10 500 мест, из них 2 200 сидячих.

## Выступления клуба в еврокубках
- Q = квалификационный раунд

| Сезон   | Турнир          | Раунд | Страна         | Клуб                | Счёт     |
| ------- | --------------- | ----- | -------------- | ------------------- | -------- |
| 1993-94 | Лига чемпионов  | Q     | Флаг Ирландии  | Корк Сити           | 3-2, 1-2 |
| 1997-98 | Кубок кубков    | Q     | Флаг Румынии   | Национал (Бухарест) | 2-5, 0-7 |
| 1999-00 | Кубок УЕФА      | Q     | Флаг Шотландии | Селтик              | 0-6, 0-4 |
| 2001-02 | Кубок УЕФА      | Q     | Флаг Словакии  | Слован (Братислава) | 0-4, 0-1 |
| 2000    | Кубок Интертото | 1R    | Флаг Молдовы   | Нистру (Отачь)      | 0-1, 0-1 |
| 2003-04 | Кубок УЕФА      | Q     | Флаг Израиля   | Маккаби (Хайфа)     | 0-3, 0-3 |

## Достижения
- Чемпион Уэльса (1): 1993
- Серебряный призёр чемпионата Уэльса (1): 2001
- Бронзовый призёр чемпионата Уэльса (2): 1999, 2000
- Финалист Кубка Уэльса (3): 1997, 2000, 2003
- Финалист Кубка уэльской лиги (1): 2002